# مقاطعة تشاوان (كارولاينا الشمالية)
مقاطعة تشاوان (بالإنجليزية: Chowan County)‏ هي إحدى مقاطعات ولاية كارولاينا الشمالية في الولايات المتحدة الأمريكية. مركز المقاطعة أو مقعدها هي مدينة إدينتون. تأسست هذه المقاطعة سنة 1668.أصل هذه المقاطعة يأتي من: مقاطعة ألبيمارل.

## أعلام
- كورنيليوس هارنيت
- روبرت ويلش جونيور
- جيمس إيردل
- صموئيل جونستون
- تشارلز جونسون